# Oleria polymacula
Oleria polymacula is een vlinder uit de familie Nymphalidae. De wetenschappelijke naam van de soort is voor het eerst geldig gepubliceerd in 1914 door Rosenberg & Talbot.